# John Aston (1921–2003)
John Aston (ur. 3 września 1921 w Prestwich, zm. 31 lipca 2003 w Manchesterze) – angielski piłkarz występujący podczas kariery na pozycji obrońcy.

## Kariera klubowa
John Aston całą piłkarską karierę spędził w Manchesterze United, w którym występował w latach 1940-1954. W Division One zadebiutował 18 września 1946 w meczu z Chelsea. Z Czerwonymi Diabłami zdobył mistrzostwo Anglii w 1952 oraz Puchar Anglii w 1948. Ogółem w barwach Czerwonych Diabłów rozegrał 253 spotkania, w których zdobył 29 bramek.
| Sezon   | Klub                   | Kraj   | Rozgrywki    | Mecze | Bramki |
| ------- | ---------------------- | ------ | ------------ | ----- | ------ |
| 1946/47 | Manchester United F.C. | Anglia | Division One | 21    | 0      |
| 1947/48 | Manchester United F.C. | Anglia | Division One | 42    | 0      |
| 1948/49 | Manchester United F.C. | Anglia | Division One | 39    | 0      |
| 1949/50 | Manchester United F.C. | Anglia | Division One | 40    | 0      |
| 1950/51 | Manchester United F.C. | Anglia | Division One | 41    | 15     |
| 1951/52 | Manchester United F.C. | Anglia | Division One | 18    | 4      |
| 1952/53 | Manchester United F.C. | Anglia | Division One | 40    | 8      |
| 1953/54 | Manchester United F.C. | Anglia | Division One | 12    | 2      |

## Kariera reprezentacyjna
W reprezentacji Anglii Aston zadebiutował 21 września 1948 w zremisowanym 0-0 towarzyskim meczu z Danią. W 1950 Aston uczestniczył w mistrzostwach świata. Na turnieju w Brazylii wystąpił w dwóch meczach z Chile i USA. Ostatni raz w reprezentacji wystąpił 7 października 1950 w wygranym 4-1 meczu w British Home Championship z Irlandią Północną. Ogółem Aston rozegrał w reprezentacji 17 spotkań.
| Mecze i gole w reprezentacji | Mecze i gole w reprezentacji | Mecze i gole w reprezentacji | Mecze i gole w reprezentacji | Mecze i gole w reprezentacji | Mecze i gole w reprezentacji | Mecze i gole w reprezentacji      |
| #                            | Data                         | Miasto                       | Przeciwnik                   | Gol                          | Wynik                        |                                   |
| ---------------------------- | ---------------------------- | ---------------------------- | ---------------------------- | ---------------------------- | ---------------------------- | --------------------------------- |
| 1.                           | 21.09.1948                   | Kopenhaga                    | Dania                        |                              | 0:0                          | towarzyski                        |
| 2.                           | 10.11.1948                   | Birmingham                   | Walia                        |                              | 1:0                          | British Home Championship         |
| 3.                           | 02.12.1948                   | Londyn                       | Szwajcaria                   |                              | 6:0                          | towarzyski                        |
| 4.                           | 09.04.1949                   | Londyn                       | Szkocja                      |                              | 1:3                          | British Home Championship         |
| 5.                           | 13.05.1949                   | Solna                        | Szwecja                      |                              | 1:3                          | towarzyski                        |
| 6.                           | 18.05.1949                   | Oslo                         | Norwegia                     |                              | 4:1                          | towarzyski                        |
| 7.                           | 22.05.1949                   | Colombes                     | Francja                      |                              | 3:1                          | towarzyski                        |
| 8.                           | 21.09.1949                   | Liverpool                    | Francja                      |                              | 0:2                          | towarzyski                        |
| 9.                           | 15.10.1948                   | Cardiff                      | Walia                        |                              | 4:1                          | el. MŚ, British Home Championship |
| 10.                          | 16.11.1948                   | Manchester                   | Irlandia Północna            |                              | 9:2                          | el. MŚ, British Home Championship |
| 11.                          | 30.11.1948                   | Londyn                       | Włochy                       |                              | 2:0                          | towarzyski                        |
| 12.                          | 15.04.1950                   | Glasgow                      | Szkocja                      |                              | 1:0                          | el. MŚ, British Home Championship |
| 13.                          | 14.05.1950                   | Lizbona                      | Portugalia                   |                              | 5:3                          | towarzyski                        |
| 14.                          | 18.05.1950                   | Bruksela                     | Belgia                       |                              | 4:1                          | towarzyski                        |
| 15.                          | 25.06.1950                   | Rio de Janeiro               | Chile                        |                              | 2:0                          | Mundial 1950                      |
| 16.                          | 29.06.1950                   | Belo Horizonte               | Stany Zjednoczone            |                              | 0:1                          | Mundial 1950                      |
| 17.                          | 07.19.1950                   | Belfast                      | Irlandia Północna            |                              | 4:1                          | British Home Championship         |